# KOE 10 und 11
Die beiden Tenderlokomotiven 10 und 11 wurden von der Lokomotivfabrik AEG als Industrielokomotiven für die Kreis Oldenburger Eisenbahn (KOE) gebaut. Die Lokomotiven gehörten zu einem Typenprogramm des Unternehmens und waren als Alternativkonstruktion zur ELNA 6 entstanden. Beide Lokomotiven kamen 1941 zur Deutschen Reichsbahn und wurden als 92 441–442 bezeichnet.
Nach dem Zweiten Weltkrieg blieb eine Lokomotive bei der Deutschen Reichsbahn (DR) in der DDR und behielt dort ihre Nummer. Die andere Maschine gelangte zur Hohenzollerischen Landesbahn-Aktiengesellschaft (HLB) und wurde dort als HBL 16 bezeichnet. Die Lokomotive der DR war bis 1966 in Betrieb und wurde dann ausgemustert sowie verschrottet, die Maschine der HBL und späteren HzL war bis 1970 in Betrieb und wurde betriebsfähig von der Gesellschaft zur Erhaltung von Schienenfahrzeugen übernommen, die sie seitdem im Museumsverkehr einsetzt.

## Geschichte und Einsatz

### Kreis Oldenburger Eisenbahn
AEG entwickelte ein eigenes Fahrzeugprogramm und fertigte keine Fahrzeuge nach dem ELNA-Prinzip. Von den Leistungsdaten waren die Lokomotiven nicht sehr von den ELNA-Lokomotiven entfernt, in der Bauausführung hingegen moderner. Nachdem mit den OHKB 11–13 eine Konstruktion als Alternative zu den ELNA 4 und der BStB 13–14 (Zweitbesetzung) eine Alternative zu den ELNA 5 entstanden war, entwickelte AEG mit diesen beiden Lokomotiven eine der ELNA 6 ähnliche Konstruktion.
1927 wurde die erste Lokomotive geliefert und als KOE 10 bezeichnet. Ein Jahr später folgte die zweite Lokomotive KOE 11. Die KOE 11 besaß größere Vorräte an Wasser und Brennstoff und war dementsprechend schwerer ausgeführt.

### Deutsche Reichsbahn
Aus strategischen Gründen wurde die KOE 1941 vor dem Hintergrund des geplanten Baus der Vogelfluglinie von der Deutschen Reichsbahn übernommen. Die KOE war als Zufahrtsstrecke nach Fehmarn vorgesehen. Kriegsbedingt wurde die Vogelfluglinie erst 20 Jahre später verwirklicht. Die beiden Lokomotiven trugen ab 1942 die Bezeichnungen 92 441–442. Nach Kriegsende gelangte die ehemalige KOE 10 in den Bereich der sowjetischen Besatzungszone, die KOE 11 verblieb im Westsektor von Deutschland.
Die 92 441 blieb in der DDR bei der Deutschen Reichsbahn. Stationierungsdaten sind nicht bekannt, die Lokomotive wurde im Januar 1966 ausgemustert.

### Hohenzollerische Landesbahnen

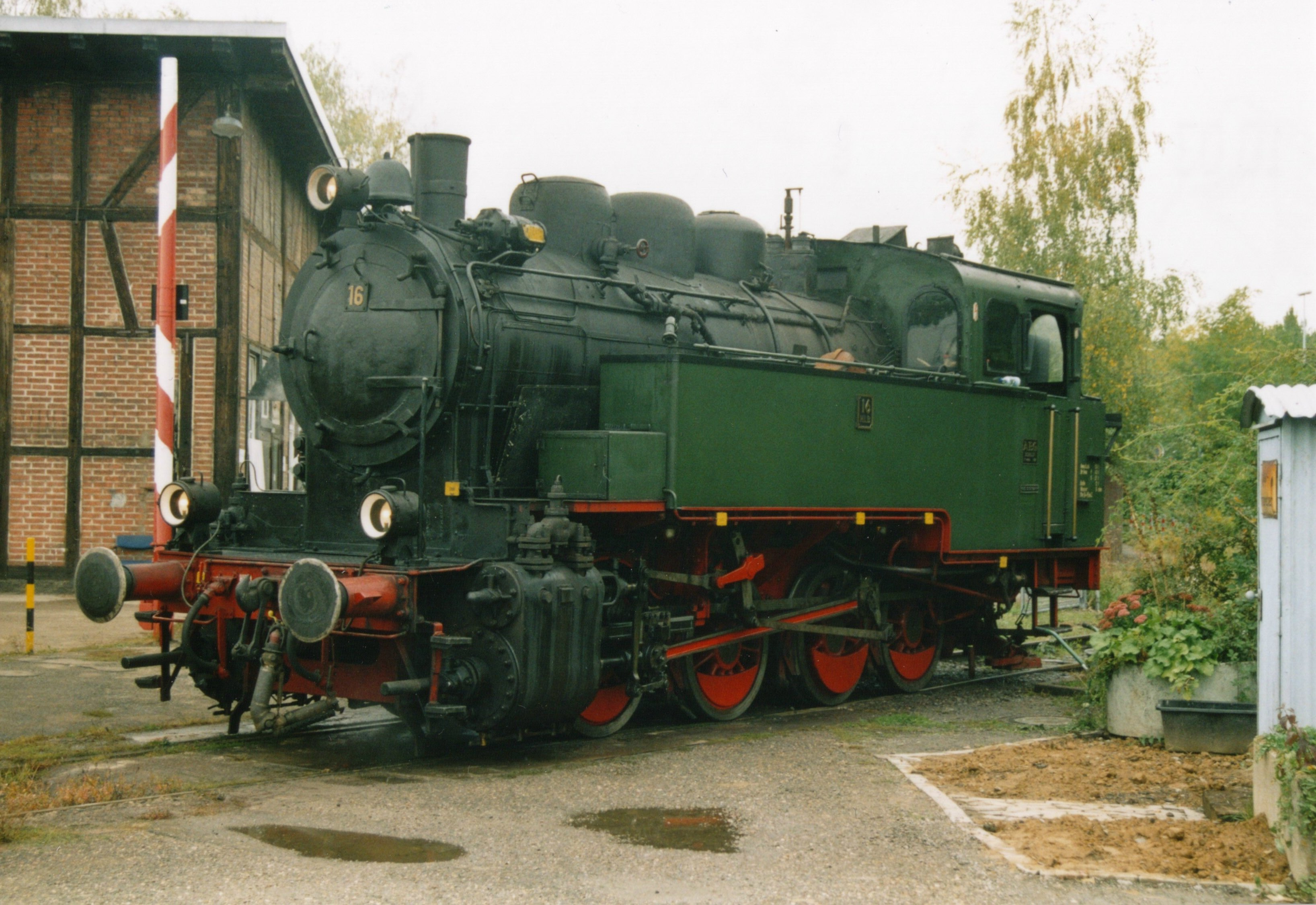
Ehemalige Lok KOE 11 als erhaltene Lokomotive HzL 16 der Gesellschaft zur Erhaltung von Schienenfahrzeugen

1949 wurde die KOE 11 von der Hohenzollerischen Landesbahn-Aktiengesellschaft (HLB) erworben und als HLB 16 bezeichnet. Auf den steigungsreichen Strecken der Landesbahn war die Lokomotive gut zu gebrauchen. Ihre Höchstgeschwindigkeit betrug 40 km/h. Durch ihre hohe Zugkraft und aufgrund des sparsamen Verbrauchs wurde sie 1964 hauptuntersucht und war danach bis zu ihrer Abstellung 1970 in Betrieb. Mit ihr endete die Zeit der Dampflokomotiven bei der Hohenzollerischen Landesbahn. Sie wurde an die Gesellschaft zur Erhaltung von Schienenfahrzeugen gegeben und befindet sich bei den verschiedenen Museumsbahnen im regelmäßigen Einsatz. Nach längerer Abstellzeit erhielt sie 2019 erneut eine Hauptausbesserung und kann nun weitere Jahre eingesetzt werden.

## Technik
Die Lokomotiven besitzen einen Blechrahmen, der gegenüber der ELNA 6 nicht als Wasserkastenrahmen, sondern als einfacher genieteter Plattenrahmen ausgeführt ist. Die Wasservorräte sind in seitlichen Kästen untergebracht, die bei der KOE 11 vergrößert wurden. Ein weiteres Unterscheidungsmerkmal zur ELNA sind die über den drei vorderen Radsätzen angeordneten Radschutzkästen. Das Laufwerk ist als Vierpunktabstützung ausgeführt. Alle Kuppelradsätze sind fest im Rahmen gelagert. Für einen guten Bogenlauf sind die Spurkränze der zweiten und dritten Achse geschwächt ausgeführt. Die Achsen sind mit unter den Radlagern liegenden Blattfedern abgefedert, die Federn der beiden ersten und der beiden letzten Radsätze sind mit Ausgleichshebel miteinander verbunden.
Die Lok besitzt ein Heißdampftriebwerk, die beiden Zylinder liegen waagerecht, die dritte Achse ist die Antriebsachse. Bei der Heusinger-Steuerung ist der Kreuzkopf einschienig ausgeführt. Für die Schieber wurden einfache Kolbenschieber mit Druckausgleich der Bauart Winterthur verwendet, die sie auch heute noch besitzt.
Der Kessel war ursprünglich eine Nietkonstruktion, er bestand aus drei Schüssen. Auf dem ersten Kesselschuss sitzt der Speisedom, auf dem zweiten der Dampfdom mit Regler und auf dem dritten der Sandkasten. Die Aufbauten waren modern in runder Form ausgeführt. Auf dem Stehkessel sitzen zwei Sicherheitsventile der Bauart Pop vor dem Führerhaus. Gespeist wurde der Kessel ursprünglich von zwei Speisepumpen der Bauart Knorr und einer Strahlpumpe.
Die Bremsausrüstung besteht aus der Wurfhebel-Handbremse und der indirekten Bremse von Knorr. Es werden die Kuppelradsätze 2 bis 4 einseitig von vorn abgebremst. Die Loks besaßen einen Druckluft-Sandstreuer, der den Treibradsatz von vorn und hinten sandete. Als Beleuchtung ist eine elektrische Beleuchtung mit einem Turbogenerator vorhanden.